# Marseille (gruppo musicale)
I Marseille sono un gruppo heavy metal britannico.

## Storia del gruppo
I Marseille nascono nel 1975 a Liverpool, e debuttano con il loro primo album Red, White and Slightly Blue con l'etichetta Mountain nel 1978. I membri originari del gruppo sono Paul Dave (voce), Neil Buchanan (prima chitarra), Andy Charters (seconda chitarra), Keith Knowles (batteria) e Steve Dinwoodie (basso) e sono il primo gruppo a vincere il Battle of Bands.
Per il loro primo album il gruppo dovette promuoverlo con l'aiuto di altri gruppi quali Judas Priest, Nazareth e UFO mentre per il loro primo singolo Kiss Like Rock 'n' Roll furono promossi da Manny Charlton, chitarrista dei Nazareth.
Il loro secondo album Marseille, nome omonimo del gruppo, ricevette un airplay in radio, ma il terzo album Touch The Night causò problemi con la casa discografica e causò il disinteresse e la divisione. Rimasero solo Dinwoodie e Knowles come membri originali per questo album. Dale, Buchanan e Charters sono sostituiti per Sav Pearce e Marc Railton per questo tempo.
Il line-up originale del gruppo rimase per un po' di concerti fino al 2008, quando Paul Dale lascia la band e viene sostituito nel febbraio 2009 da Nigel Roberts. La band sta attualmente lavorando su nuovo materiale, così come la rielaborazione di vecchi classici della band per le future release, con l'intenzione di iniziare a svolgerle nella primavera del 2009.
Dal 2010 ci sono due new entries nel gruppo, infatti si sono uniti Gareth Webb, che prende il posto nella batteria, e Lee Andrews al basso. Nel 2011, Gareth Webb è sostituito per Ace Finchum, e Lee Andrews, per Rob Brooks. La band ha iniziato a fare un tour nel Regno Unito e in Spagna, ma in futuro verrà espanso anche in Europa U.S.A e Giappone

## Formazione Attuale
- Nigel Roberts - (2009 - presente) Voce
- Neil Buchanan - (1975 - 1980; 2008 - presente) Chitarra
- Andy Charters - (1975 - 1980; 2008 - presente) Chitarra
- Ace Finchum - (2011 - presente) Batteria
- Rob Brooks - (2012 - presente) Basso

### Ex Componenti
- Paul Dale - (1975 - 1980; 2008 - 2009) Voce
- Sav Pearce - (1980 - 2008) Voce
- Marc Railton - (1980 - 2008) Chitarra
- Keith Knowles - (1975 - 2010) Batteria
- Gareth Webb - (2010 - 2011) Batteria
- Steve Dinwoodie - (1975 - 2010) Basso
- Lee Andrews - (2010 - 2012) Basso

## Discografia

### Album
- Red White and Slightly Blue (1978)
- Marseille (1979)
- Touch The Night (1984)
- Unfinished Business (2010)

### Raccolte
- Rock You Tonight: The Anthology (2003)

### EPs
- Marseille (2009)

## Singoli
- "The French Way" (1978)
- "(Do It) The French Way" (1978)
- "Over and Over" (1979)
- "Bring on the Dancing Girls" (1979)
- "Kiss Like Rock 'n Roll" (1979)
- "Kites" (1980)
- "Walking on a Highwire" (1984) - Ultranoise